# Slaget vid Wesenberg (1708)
Slaget vid Wesenberg ägde rum den 16 augusti 1708 under det stora nordiska kriget. En rysk styrka under befäl av Fjodor Apraksin besegrade en svensk avdelning vid Wesenberg väster om Narva i Svenska Estland.